# موگامی یوشینوری
موگامی یوشینوری (انگلیسی: Mogami Yoshimori؛ ۱۵۲۰ – ۱۹ ژوئن ۱۵۹۰) سامورایی
، دایمیو  بود. دختر او همسر داته ترومونه و مادر داته ماسامونه بود.